# Guerra osseto-georgiana
La guerra osseto-georgiana del 1918-1920 comprese una serie di rivolte, che ebbero luogo nelle aree abitate dagli osseti in quella che è oggi l'Ossezia del Sud, una repubblica secessionista in Georgia, contro la Repubblica Federale Democratica Transcaucasica e poi la Repubblica Democratica di Georgia dominata dai menscevichi. Il conflitto causò diverse migliaia di vittime e lasciò ricordi dolorosi tra le comunità georgiane e ossete della regione.
Durante il suo breve mandato, il governo menscevico della Georgia si imbatté in problemi significativi con l'etnia osseta che simpatizzava in gran parte con i bolscevichi e la Russia sovietica. Le ragioni del conflitto erano complesse. Una riforma agraria in ritardo e disordini agrari nelle aree povere popolate dell'Ossezia si mescolarono con una discordia etnica e di lotta per il potere nel Caucaso.

## 1917-1918
Dopo la Rivoluzione russa di febbraio del 1917 che portò all'abdicazione dello zar Nicola II di Russia, gli osseti istituirono un Consiglio nazionale degli osseti che si riunì a Java nel giugno 1917 e sostenne la creazione di organi di autogoverno nelle aree abitate dagli osseti sul entrambe le sponde del Caucaso. Il Consiglio era diviso internamente lungo le linee ideologiche e presto divenne dominato dai bolscevichi che chiedevano l'unificazione dell'Ossezia del Nord e del Sud e l'incorporazione dell'Ossezia del Sud nella Russia sovietica.
Già nel febbraio 1918 ci furono numerosi focolai di disobbedienza tra i contadini osseti che si rifiutarono di pagare le tasse al governo transcaucasico con sede a Tiflis. Il 15 marzo 1918, i contadini osseti si ribellarono e riuscirono a respingere l'offensiva di un distaccamento punitivo della Guardia popolare georgiana comandato da un ufficiale di etnia osseta, Kosta Kaziev. I combattimenti culminarono nella città di Tskhinvali che fu occupata dai ribelli il 19 marzo 1918. La Guardia popolare georgiana riprese il controllo di Tskhinvali il 22 marzo. La rivolta fu infine repressa e furono stabilite nella regione dure misure repressive che generarono risentimento contro i menscevichi, essendo da allora equiparato, agli occhi degli osseti, ai georgiani. Ciò aprì anche la strada a forti sentimenti pro-bolscevichi tra gli osseti.
Il politico e militare Valiko Jugheli parlando degli osseti affermò: "I nostri peggiori e implacabili nemici" e "Questi traditori dovrebbero essere puniti crudelmente. Non c'è altro modo".

## 1919
Nell'ottobre 1919 scoppiarono nuovamente delle rivolte contro i menscevichi in diverse zone. Il 23 ottobre, i ribelli nell'area di Roki proclamarono l'instaurazione del potere sovietico e iniziarono ad avanzare verso Tskhinvali, ma subirono una sconfitta e si ritirarono nel distretto di Terek controllato dai sovietici.
L'anno 1919 vide anche una serie di discussioni infruttuose riguardanti lo status e il governo della regione. Gli osseti chiedevano un grado di autonomia paragonabile a quello concesso agli abkhazi e ai georgiani musulmani in Agiaria. Tuttavia, non fu presa alcuna decisione definitiva e il governo georgiano mise fuori legge il Consiglio nazionale dell'Ossezia del Sud, un organismo dominato dai bolscevichi, e rifiutò qualsiasi concessione di autonomia. I bolscevichi sfruttarono appieno le tensioni e gli errori dei menscevichi per rafforzare ulteriormente la loro influenza tra gli osseti.

## 1920
Nel 1920 ebbe luogo una rivolta osseta molto più grande, sostenuta dal comitato regionale del Partito comunista russo bolscevico, che aveva raccolto una forza militare a Vladikavkaz, la capitale dell'odierna Ossezia settentrionale-Alania, in Russia. Nonostante l'assicurazione di rispettare l'integrità territoriale della Georgia nel Trattato di Mosca del 7 maggio 1920, la Russia sovietica chiese alla Georgia di richiamare le sue truppe dall'Ossezia. L'8 maggio, gli osseti dichiararono una repubblica sovietica nell'area di Roki al confine russo-georgiano. Una forza bolscevica di Vladikavkaz attraversò la Georgia e aiutò i ribelli locali a sconfiggere una forza georgiana nel distretto di Java. Le aree ribelli furono effettivamente incorporate nella Russia sovietica. Tuttavia, il desiderio di Vladimir Lenin di mantenere la pace con la Georgia in quel momento e gli eventuali fallimenti militari dei ribelli costrinsero i bolscevichi a prendere le distanze dalla lotta osseta. La Guardia popolare georgiana al comando di Valiko Jugheli represse la rivolta con grande violenza, sconfiggendo gli insorti in una serie di dure battaglie.
Molti villaggi furono bruciati, vaste aree furono spopolate, circa 5 000 persone morirono e 20 000 osseti furono costretti a cercare rifugio nella Russia sovietica. Le fonti ossete danno la seguente ripartizione delle vittime: 387 uomini, 172 donne e 110 bambini furono uccisi negli atti o massacrati; 1206 uomini, 1203 donne e 1732 bambini morirono durante gli scontri. Le vittime totali ammontano a 4812 o 5279 secondo un'altra fonte, cioè il 6-8% della popolazione osseta totale della regione.

## Conseguenze
Nel febbraio 1921, molti osseti si unirono all'avanzata dell'Armata Rossa che pose fine all'indipendenza della Georgia. Nell'aprile 1922, il governo georgiano sovietico di nuova costituzione ricompensò la causa osseta con l'istituzione dell'Oblast' autonoma dell'Ossezia del Sud che comprendeva non solo osseti e misti georgiano-osseti, ma anche villaggi puramente georgiani e aveva Tskhinvali, dove gli osseti erano in minoranza in quel tempo, come sua capitale. Tuttavia, all'interno della Georgia fu esclusa un'area popolata da osseti pari a quella che divenne la regione autonoma dell'Ossezia. Questi includevano grandi sacche di territori etnici osseti a sud di Gori e lungo la catena del Caucaso, a est dell'Ossezia del Sud fino ai confini con l'Azerbaigian.

## Valutazione
Nonostante il sanguinoso conflitto e i dolorosi ricordi che lasciò, le relazioni tra georgiani e osseti rimasero pacifiche per tutto il periodo sovietico in contrasto con l'altro focolaio etnico della Georgia, l'Abkhazia, dove la discordia etnica era molto più profonda e potenzialmente infiammabile.
Con l'insorgere delle tensioni etniche in Ossezia del Sud alla fine degli anni '80, il tema del 1918-1920 riemerse nuovamente, con narrazioni e interpretazioni contrastanti del conflitto. Gli osseti del sud considerano quegli eventi come parte della loro lotta per l'autodeterminazione e sostengono che la reazione georgiana alle rivolte sia stata un genocidio. I villaggi osseti spopolati sarebbero stati occupati dai loro vicini georgiani dei distretti di Dusheti e K'azbegi. Il 20 settembre 1990, il Consiglio dei deputati del popolo dell'Oblast' autonoma dell'Ossezia del Sud ha caratterizzato il conflitto come genocidio osseto da parte della Repubblica Democratica di Georgia. Risoluzioni simili a quella dell'Ossezia del Sud sono state riprese da alcune altre repubbliche del Caucaso settentrionale russo. Il 2 novembre 2006, l'Assemblea del popolo dell'Abkhazia ha approvato all'unanimità una risoluzione che riconosce le azioni georgiane del 1918-1920 e 1989-1992 come genocidio ai sensi della convenzione del 1948.
I georgiani negano le accuse e considerano le cifre esagerate. Pur non negando la brutalità dei combattimenti, considerano il conflitto come il primo tentativo della Russia di destabilizzare la Georgia incoraggiando l'Ossezia del Sud a separarsi e spiegano la gravità della reazione georgiana al saccheggio osseto di Tskhinvali e il ruolo dei bolscevichi negli eventi.